# لندن جدید (ویسکانسین)
لندن جدید، ویسکانسین  (به انگلیسی: New London) شهری در شهرستان اوتگیمی واپاکا ایالت ویسکانسین است که در سال ۱۸۷۷ بنیان‌گذاری شده‌است. این شهر طبق سرشماری سال ۲۰۱۰ میلادی ۷٬۲۹۵ نفر جمعیت داشته‌است.